# 关西华文时报
《关西华文时报》（双周刊），是一家2001年8月1日由Acacia Communications CO.LTD创办的公司。总部位于日本大阪。
以日本关西和中部地区的华人为读者对象。日本《关西华文时报》是在日本大阪发行最大的华文报纸办报宗旨是：为在日华人弱势群体说话。发行区域：日本关西和中部地区。版面：4开版，采用中日双语。主要内容有“关西新闻”、“关西生活”、“关西声音”、“关西华人故事”、“留学生活”、“现代中国”（日语）等。